# Querubim Lapa
Querubim Lapa de Almeida GOSE (Portimão, 1925 — Lisboa, 2 de maio de 2016) foi um artista plástico e professor português.
Pintor, desenhador e gravador, autor de trabalhos de tapeçaria, Querubim Lapa é reconhecido sobretudo como um dos mais importantes ceramistas portugueses, com soluções plástica e tecnicamente inovadoras, destacando-se os seus inúmeros painéis para espaços públicos (assinalem-se, por exemplo, os painéis que criou para a Reitoria da Universidade de Lisboa, 1961, para a Avenida 24 de Julho, Lisboa, 1994, ou para a Estação Bela Vista, do Metropolitano de Lisboa, 1998). 

## Vida e obra

Costureiras, 1949, óleo sobre tela, 122 x 163 cm

Nascido em Portimão em 15 de Dezembro de 1925, Querubim Lapa teve o seu primeiro contacto com a realidade artística pluridisciplinar ao visitar a Exposição do Mundo Português em 1940. No ano seguinte frequentou as aulas de pintura do pintor Trindade Chagas e, em 1942, matriculou-se na Escola de Artes Decorativas António Arroio, onde foi aluno de Lino António. Nesse mesmo ano expôs pela primeira vez, apresentando-se em conjunto com os colegas Pedro Oom e Júlio Gil no Instituto Italiano de Cultura; esta seria a primeira de tantas outras participações em mostras coletivas em Portugal e no estrangeiro. Durante esse período trabalhou como ajudante de Jaime Martins Barata. Terminado o curso da António Arroio em 1946, entre 1947 e 1950 frequentou o curso de Escultura da ESBAL, onde foi aluno de Leopoldo de Almeida.
Esses primeiros anos, de estudo, "revelam já na sua obra uma clara marca autoral no gosto do traço límpido e do trabalho lumínico, da escolha maioritária das mulheres do povo como figuras centrais. O neorrealismo dos anos 45 e 46, com a sua série de mendigos, corrobora o seu interesse por temas ligados ao quotidiano, seja na série inspirada no Circo, em 1948, ou em obras como a pintura As Costureiras, de 1949". A sua ligação ao neorrealismo é temporária e a sua obra irá desviar-se, tomando depois rumos decorativos (a nível da produção cerâmica), com grande engenho de formas abstratizadas ou surrealizantes. 
Em 1948 colabora no documentário de Manuel Guimarães sobre a obra de Soares dos Reis (para o qual molda uma série de esculturas do homenageado). Inicia um período intenso de produção desenhada, pintada e gravada, partilhando atelier na Rua Garrett com António Ayres e Lagoa Henriques. Em 1950 pede transferência para a Escola do Porto (ESBAP), que frequenta durante dois anos e onde é aluno do escultor Barata Feyo. De regresso a Lisboa, em 1953 conclui o Curso Especial de Escultura da ESBAL (em 1978 finalizará o de Pintura), iniciando então carreira como professor do Ensino Secundário.
Em paralelo com a docência, em 1954 inicia atividade de ceramista na Fábrica de Cerâmica da Viúva Lamego, Lisboa, onde lhe é cedido um espaço de ateliê; desenvolve painéis que serão integrados em obras de arquitetura de Raúl Chorão Ramalho (Centro Comercial do Restelo) e Francisco da Conceição Silva (Armazéns do Minho, Moçamedes, Angola).

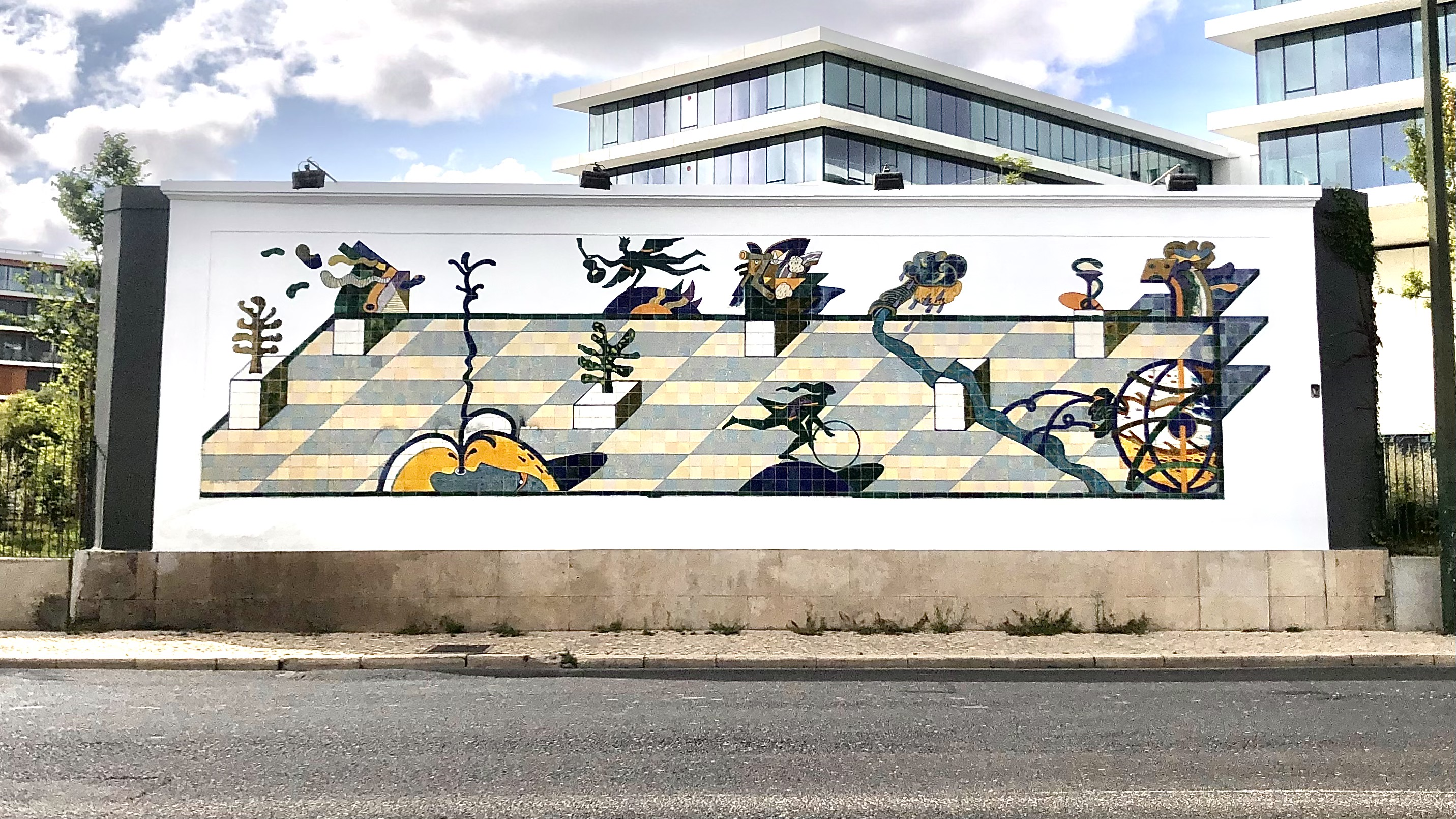
Terraço, painel cerâmico, 1994, Avenida da Índia, Lisboa

Em 1955 colabora com o pintor Lino António e por convite deste nesse mesmo ano inicia a docência na Escola António Arroio, cujas oficinas passa a orientar. Envolvido desde o início no projeto da Gravura – Sociedade Cooperativa de Gravadores Portugueses, é aí que realiza, em 1960, a sua primeira exposição individual, expondo pintura, gravura e cerâmica. Faz a decoração da Loja das Meias (Lisboa), a convite do Arq. Carlos Tojal. Na sequência da sua intervenção no Hotel Ritz, realizada no final da década de 1950, Jorge Ferreira Chaves convida-o a realizar dois painéis de cerâmica policromada para a Pastelaria Mexicana (1961).
Na década de 1960 abandona a pintura, a que regressa em meados da década seguinte, quando opera por sua vez uma interrupção na criação cerâmica, área em que tinha desenvolvido uma longa experimentação técnica e formal, "levando mais longe as pesquisas abstracionistas que iniciara em pintura no final da década anterior". Se entre 1956 e 1973, a cerâmica o absorve quase em exclusividade, "nos anos 70, uma viagem pelos museus e ateliês de artistas na Europa, fá-lo retomar a vontade de pintar, afirmando então que a cerâmica lhe parecia, ao tempo, limitada. Depois de, em 1974, ter criado uma série de pinturas de homenagem aos Nenúfares, de Monet, uma nova fase muito politizada surge nos últimos anos da década (1974-78), mostrando um «pintor de intervenção» — como se define".
Ao longo das últimas décadas retoma uma via mais claramente dedicada à cerâmica que tem sido objeto de diversos estudos e exposições, podendo destacar-se a sua participação em coletivas de relevo promovidas pelo Museu Nacional do Azulejo (1978; 1991) ou pela Fundação Calouste Gulbenkian (1981; 1982), e a sua exposição retrospetiva no Museu Nacional do Azulejo (1994).
Morreu a 2 de maio de 2016, em Lisboa, após complicações respiratórias derivadas de um acidente vascular cerebral.

## Prémios e reconhecimento
Em 1986, Querubim Lapa ganha o Prémio de Azulejaria da Câmara Municipal de Lisboa com o painel da entrada sul do Banco de Portugal.
A 10 de junho de 2015, foi feito Grande-Oficial da Ordem Militar de Sant'Iago da Espada.
O seu nome passou a integrar a toponímia de Lisboa, em 2025. 

## Exposições individuais (seleção)
- 1960 – Galeria de Arte da Gravura (exposição inaugural), Lisboa.
- 1994 – Museu Nacional do Azulejo, Lisboa.

## Exposição coletivas (seleção)
- 1942 – Instituto Italiano de Cultura, Lisboa.
- 1948 – 12ª Exposição de Arte Moderna, S.N.I., Lisboa.
- 1949 – Salão de Inverno, SNBA, Lisboa; Salão da Primavera, SNBA, Lisboa.
- 1949-1954 – Participa em 5 edições das Exposições Gerais de Artes Plásticas, SNBA, Lisboa.[1]
- 1950 – Galeria da Livraria Portugália, Porto.
- 1952 – Mostra Internacional Bianco e Nero, Lugano.
- 1953 – II Bienal de Arte Moderna de S. Paulo, Brasil; I Exposição de Artes Plásticas, Caixa Económica Operária, Lisboa.
- 1955 – Exposição Retrospetiva da Pintura Moderna Portuguesa.
- 1956 – Exposição Artistas de Hoje, SNBA, Lisboa.
- 1957 – I Exposição de Artes Plásticas da Fundação Calouste Gulbenkian, SNBA, Lisboa.
- 1958 – Pavilhão de Portugal na Exposição Internacional de Bruxelas, Bruxelas; Onze Pintores Portugueses, Galeria Abril, Madrid; Gravadores Portugueses, Gotemburgo.
- 1959 – II Salão de Arte Moderna, SNBA, Lisboa; 50 artistas independentes, SNBA, Lisboa.
- 1961 – II Exposição de Artes Plásticas da Fundação Calouste Gulbenkian, Lisboa.[11]

## Coleções
Encontra-se representado em coleções públicas e particulares, entre as quais: Museu de Arte Moderna de Tóquio; Museu do Chiado; Museu Nacional de Soares dos Reis; Museu Nacional do Azulejo; Fundação Calouste Gulbenkian.

## Painéis Cerâmicos
Querubim Lapa executou inúmeras obras cerâmicas, de entre as quais podem destacar-se:
- Azulejos de padrão das fachadas das galerias inferiores do Centro Comercial do Restelo, Lisboa (1954).[12]
- As Meninas e Os Meninos, Escola Querubim Lapa, Campolide, Lisboa (1956).[12]
- Relevos cerâmicos para o Pavilhão de Portugal na Feira Internacional Comptoir Suisse em Lausana (1957).
- Revestimento de coluna com peças de cerâmica policromada em relevo, Hotel Ritz, (1959).[12]
- Terminal militar da Base Aérea n.º 4, Lajes, ilha Terceira, Açores (1961).
- A Cultura, painel de azulejos, Reitoria da Universidade de Lisboa, 1961.[12]
- Dois painéis de cerâmica policromada em relevo na Pastelaria Mexicana, em Lisboa (1961).
- Revestimento exterior e interior da Casa da Sorte, em Lisboa (1963).[12]
- Baixo-relevo de grandes dimensões para a delegação do Banco Nacional Ultramarino em Lourenço Marques, actual Maputo (1963).
- Intervenções nas delegações da TAP de Luanda e Joanesburgo (1965), Copenhaga e Frankfurt (1968).
- Relevo cerâmico, Casino do Estoril, Estoril (1967).[12]
- Painéis para o Palácio de Justiça de Lisboa (1969).[12]
- Dois baixos-relevos cerâmicos para a Embaixada de Portugal em Brasília (1976).[12]
- Painel para a Câmara Municipal do Cartaxo (1982).
- Painel para o Hospital de Coimbra (1984).
- Painel para o Banco de Portugal, Lisboa (1986).[12]
- Terraço, Avenida 24 de Julho, Lisboa (1994).[12]
- Revestimento da Estação Bela Vista, Metropolitano de Lisboa (1998).[12]
- Painel de azulejos que reveste a base da biblioteca municipal José Saramago, Feijó, Almada (2009).[13]

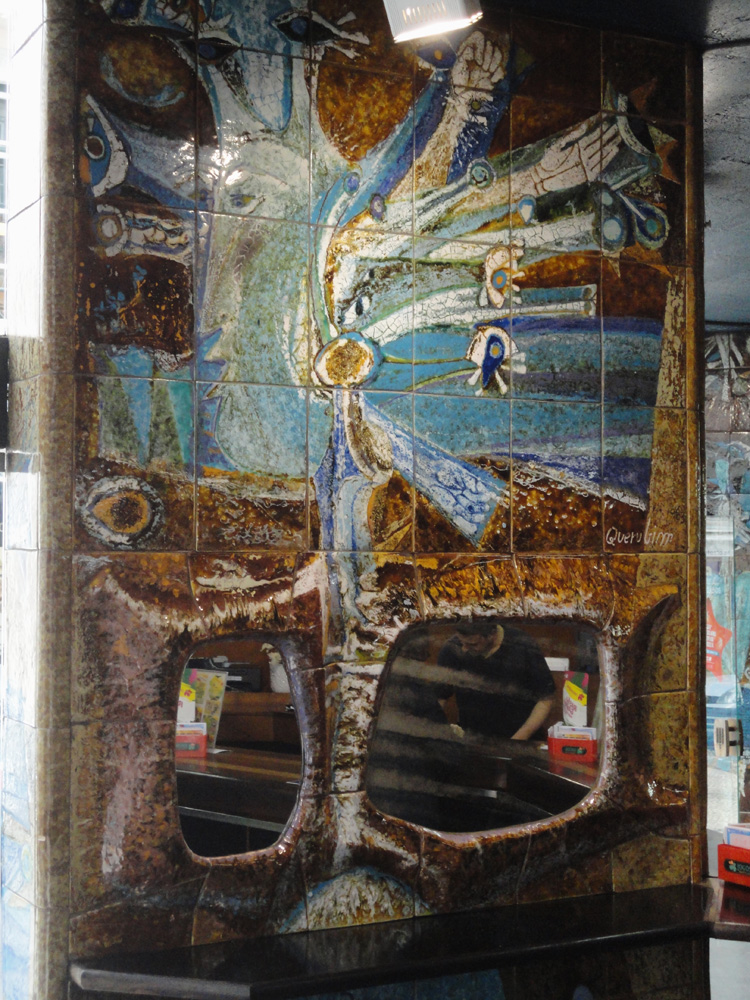
Casa da Sorte, Lisboa
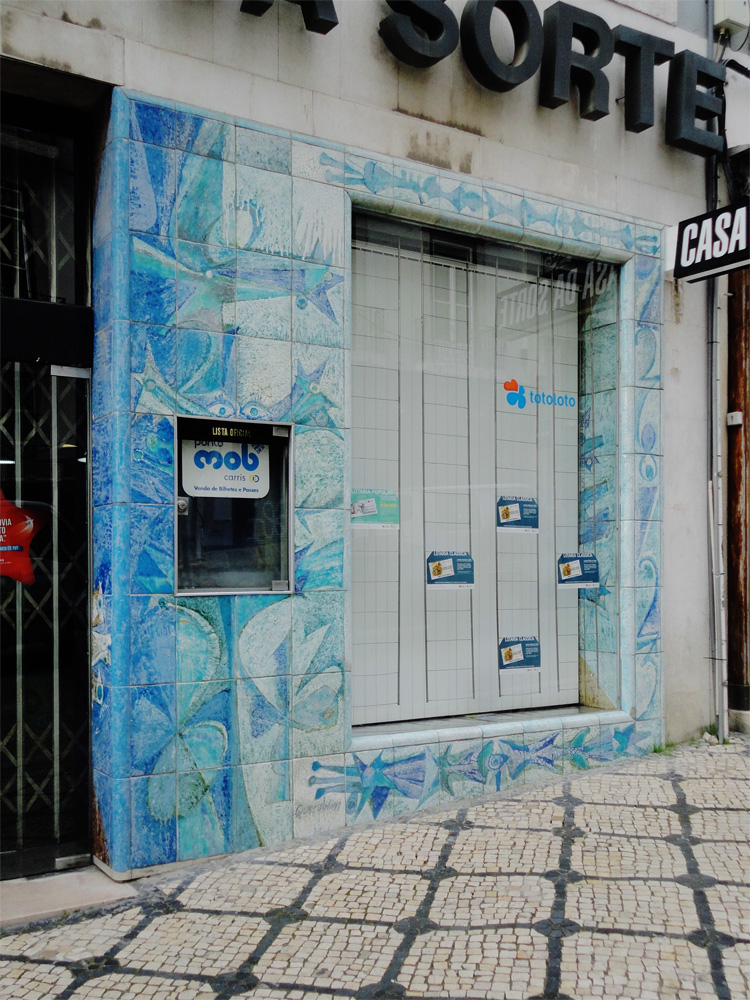
Casa da Sorte, Lisboa
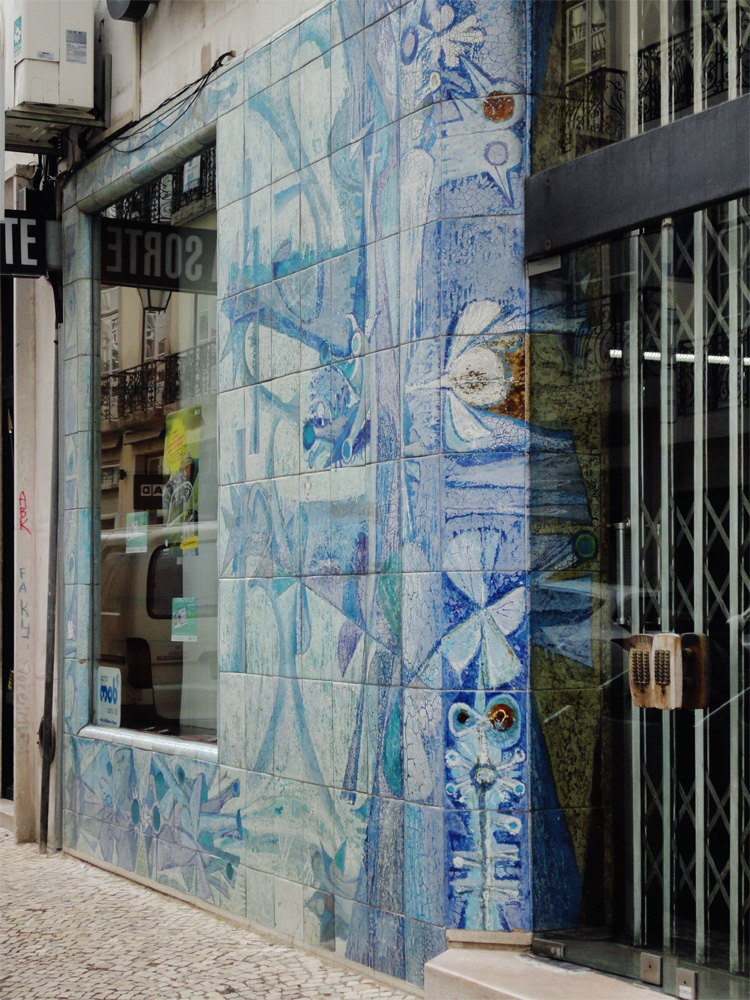
Casa da Sorte, Lisboa
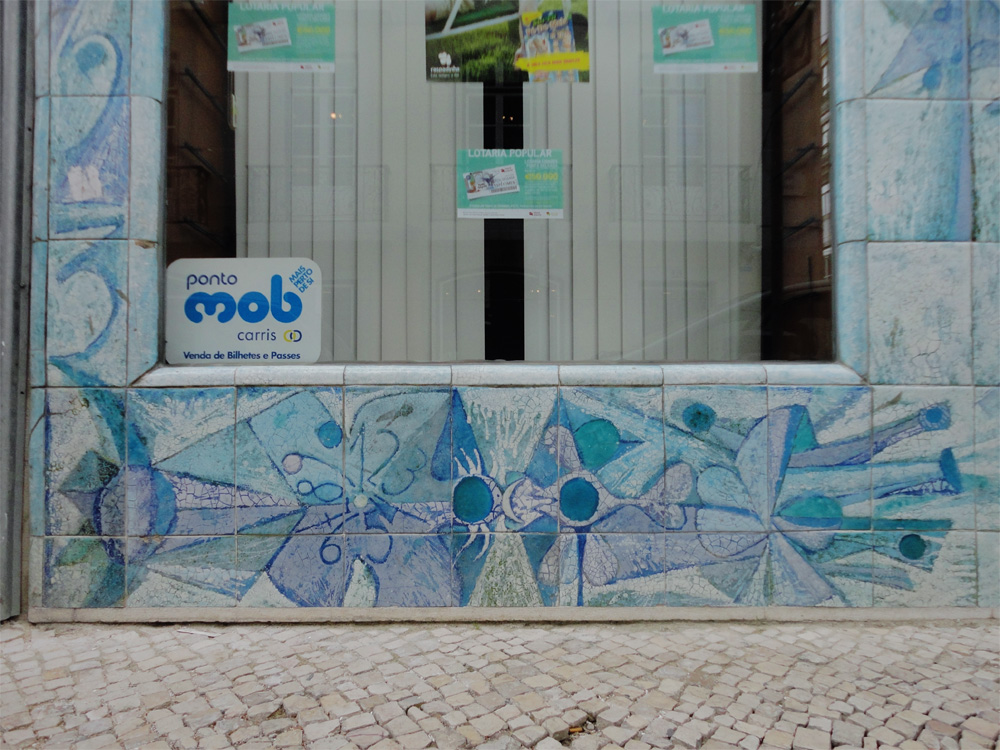
Casa da Sorte, Lisboa